# تصوير حراري

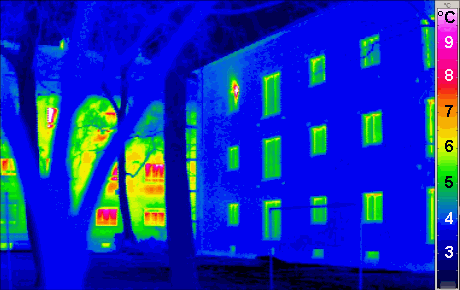
ثيرموغراف تبين فرق خسران الحرارة بين منزل سلبي وبناء تقليدي (في الخلفية)

التصوير الحراري هو نوع من أنواع التصوير الذي يستعمل الأشعة تحت الحمراء.
آلة التصوير الحراري تكشف الضوء في نطاق الأشعة تحت الحمراء للطيف الكهرومغناطيسي (900-14000 نانومتر تقريبا أو 0.9-14 ميكرومتر) وينتج الصور لذلك الضوء.
وبما أن الأشعة تحت الحمراء تُبعث من جميع الأشياء وفقاً لدرجات حرارتهم، ولذلك استعمال هذا النظام يسمح بالرؤية بدون أي ضوء مرئي.
والفرق بينه وبين التصوير بالأشعة تحت الحمراء هو التصوير بكاميرا تستطيع التقاط الاشعه تحت الحمراء كصوره كامله بالإضافة إلى وجود كشاف اشعه تحت الحمراء
اما التصوير الحراري فهو التصوير دون وجود كشاف للأشعة تحت الحمراء أي استقبال الاشعه التي ترسلها الاجسام فقط وكلاهما يستخدم النطاق الترددي للأشعة تحت الحمراءولكن الفرق هو في أي جزء من هذا النطاق حيث أن التصوير الفوتوغرافي في نطاق تررد الأشعة تحت الحمراء الأعلى (الأقرب إلى الضوء المرئي)أما
التصوير الحراري فهو في نطاق تردد الأشعة تحت الحمراء الأدنى (الأبعد عن الضوء المرئي والأقرب من الميكرويف).

## اقرأ أيضا
- بولومتر